# Vanilla Ninja
Vanilla Ninja je estonská dívčí rocková hudební skupina populární především v Estonsku, Německu a Rakousku.
Skupina vznikla v roce 2002. O rok později došlo k vydání prvního alba nazvaného Vanilla Ninja, které obsahovalo písně v angličtině a estonštině. Poté skupina vydala několik singlů, které slavily úspěch ve střední Evropě, například „Club Kung Fu“, „Tough Enough“, „When the Indians Cry“, „Blue Tattoo“ a „I Know“. V letech 2003, 2005 a 2007 se skupina zúčastnila národního hudebního kola s cílem probojovat se na Eurovision Song Contest, úspěšná byla ale jen v roce 2005, kdy reprezentovala Švýcarsko s písní „Cool Vibes“. Skupina se probojovala do finále, kde obsadila 8. místo. Skupina vydala celkem 5 alb.
Skupinu původně tvořily Maarja Kivi, Lenna Kuurmaa, Katrin Siska a Piret Järvis. Maarja Kivi ale skupinu opustila v roce 2004, kdy ji nahradila Triinu Kivilaan. Ta ale také odešla, a to v prosinci 2005. Skupina se poté rozhodla zůstat pouze tříčlenná. V roce 2008 skupina vydala na dlouhou dobu svůj poslední singl „Crashing Through the Doors“. V roce 2020 oznámila přípravy nového alba Encore a návrat Triinu. Katrin a Triinu odešly v roce 2022.

## Diskografie
- Vanilla Ninja (2003)
- Traces Of Sadness (2004)
- Blue Tattoo (2005)
- Love Is War (2006)
- Encore (2021)

### Kompilace
- Best Of (2005)